# Crêt-du-Puy
 (janvier 2012).
Si vous disposez d'ouvrages ou d'articles de référence ou si vous connaissez des sites web de qualité traitant du thème abordé ici, merci de compléter l'article en donnant les références utiles à sa vérifiabilité et en les liant à la section « Notes et références ».
Crêt-du-Puy est une station de ski, située à proximité immédiate du village du Pâquier, dans le nord-est du massif du Jura, dans le canton de Neuchâtel en Suisse.

## Domaine skiable
Le dénivelé total est de près de 400 mètres. Trois pistes, de différents niveaux de difficulté, relient le sommet au pied du domaine. Les pistes sont dans l'ensemble relativement étroites sur le haut du domaine, et très larges et guère pentues sur le bas. La pratique du ski nocturne y est possible sur la partie basse du domaine, les mercredis, vendredis et samedis, de 19h à 22h.
Cret-du-Puy ne dispose pas d'enneigeurs. Elle est donc, du fait de son altitude très basse, fortement tributaire des précipitations naturelles.
Le parking, non asphalté, est situé une vingtaine de mètres de dénivelé en dessous du pied du téléski principal. Un skibus relie le parking au Pâquier.